# Serinus mennelli
Serinus mennelli là một loài chim trong họ Fringillidae.